# M–100
Az M–100 a Szovjetunióban az 1960-as évek elején kifejlesztett 100 km hatómagasságú, szilárd hajtóanyagú meteorológiai rakéta. Az 1970-es évek közepéig az Izsevszki Gépgyár, majd később a cseljabinszki Sztankomas szerszámgépgyár gyártotta. A rakétát légköri kutatásokra használták. Továbbfejlesztett változata az M–100B meteorológiai rakéta.

## Története
1962-ben Je. K. Fedorov akadémikus kezdeményezésére a szovjet kormányzat határozatot fogadott el három, különböző hatómagasságú légköri kutatórakéta kifejlesztésére, továbbá kutatóhajók felszerelésére ezekkel a rakétákkal és egy légkörkutató hálózat kiépítésére.
A kormányzati megbízás három rakétatípus kifejlesztését tartalmazta: a 60 km hatómagasságú MMR–06, a 90–100 km hatómagasságú M–100 és a 150–180 km hatómagasságú MR–12 rakétát.
A 100 km-es hatómagasságú rakétát az Izsevszki Gépgyár tervezőirodájában fejlesztették ki Vlagyimir Naumovics Grinberg, a tervezőiroda helyettes vezetőjének (más adatok szerint A. T. Csernov főkonstruktőr) irányításával.
A fejlesztés alapjául a 25–2 gyári jelzésű 70 km hatótávolságú harcászati rakéta szolgált, melyet nem rendszeresítettek. A rakéta továbbfejlesztésével és módosításával egy 100 km hatómagasságú kétfokozatú rakétát hoztak létre.
A rakétával az első indítást 1961-ben hajtották végre a Kapusztyin Jar rakétakísérleti lőtéren. Az első sikeres indítás után több módosítást végeztek a rakétán, ennek eredményeként azonban számos sikertelen kísérleti indítás következett. A kísérleti indításokat később áthelyezték Kazahsztánba, ahol 1963-ig folytak a kísérletek. Majd 1963-ban az Izsevszki Gépgyárban elkezdődött a sorozatgyártása M–100 típusjelzéssel.
A rakéták indítóberendezését Borisz Arkagyjevics Beresztov irányításával dolgozták ki.
1964-ben telepítették a rakétákat a Szovjet Meteorológia és Vízügyi Szolgálat (Gidrometszluzsba) három hajójára (az Akagyemik Sirsov, A I Vojejkov, Ju. M. Sokalszki nevű hajókra), majd később a Ferenc József-földön, a Heiss-szigeten található Druzsnaja kutatóállomáson, az antarktiszi Mologyozsnaja kutatóállomáson és a Szovjet Tudományos Akadémia Akagyemik Koroljov nevű kutatóhajóján.
A rakéták sorozatgyártását az 1970-es évek második felében az Izsevszki Gépgyár átadta a cseljabinszki Sztankomas szerszámgépgyárnak. A rakétát ott továbbfejlesztették és M–100B jelzéssel tovább gyártották.

## Alkalmazása
Az 1970–1980-as években az Északitól a Déli-sarkig egy kiterjedt szovjet légkörkutató hálózat épült ki 10 földi indítóállással és 10 hajóval. Az 1980-as évek elejére a Szovjetunión kívül az NDK-ban, Bulgáriában, Indiában és Mongóliában is létesítettek indítóállásokat a meteorológiai rakéták számára.
A rakétákkal végzett kísérleteket a Szovjet Meteorológiai és Vízügyi Szolgálat Központi Légkörfigyelő Állomása (CAO – Centralnaja Aerologicseszkaja Obszervetorija) fogta össze. A rakétákat az 1990-es évek elejéig évi százas nagyságrendben (több mint 200 db) indították.
A rakétákat különféle űrkutatási programok előkészítésénél is igényben vették. A szovjet emberes holdrepüléshez tervezett 7K–L1E űrhajó visszatérése két lépcsőben történt volna. Először az Indiai-óceán közelében lépett volna be a légkör felső rétegébe, ahol a légkör az első kozmikus sebességig fékezi az eszközt, majd ismét kilép az atmoszférából, és normál visszatérés a légkörbe és a leszállás Kazahsztánban lett volna. Ehhez az Indiai-óceán térségében a légkör vizsgálatára számos indítást végeztek az M–100-as rakétákkal.
Hasonlóan űrkutatási célokat szolgáló indításokat végeztek az M–100-as rakétákkal a Marsz–2 és Marsz–3 űrszondák tervezéséhez. A Marson sima leszállást végző szondák ejtőernyőjének kifejlesztéséhez az NPO Lavocskin több magas légköri nagysebességű ejtőernyős kísérletet végzett az M–100-as rakétákkal.
A szovjet szövetségi rendszer, illetve magának a Szovjetuniónak a felbomlása után az indító állomások nagy részét bezárták, csak a volgográdi állomás maradt meg. A 2000-es években a Heiss-szigeti állomást helyreállították.

## Műszaki jellemzői
Az M–110 nem irányított, kétfokozatú, szilárd hajtóanyagú rakéta. Mindkét rakétafokozat saját aerodinamikai stabilizátorral rendelkezik. Az indítás közel függőleges helyzetből történt. Az indítósín spirálisan forgásra kényszerítette a rakétát, ez a hossztengely körüli forgás stabilizálta a repülés során. Ez a forgás megakadályozta a hajtómű tolóerővektorának aszimmetriájából, valamint a rakétatesten lévő alakhibákból eredő aerodinamikai torzítást és pályaeltérést.
A rakéta fejrésze tartalmazta a műszerblokkot. Ez a repülés során 65–70 km magasságban leválik, majd a legnagyobb magasság elérése után ejtőernyővel ért vissza a földfelszínre.
A műszeregység nyomásmérőket, hőmérőket és dipólköteg-konténereket tartalmazott.